# Benvenuti alla Monster High
Benvenuti Alla Monster High (Monster High: Welcome To Monster High) è un film del 2016 diretto da Stephen Donnelly, Olly Reid e Jun Falkenstein. È basato sulla linea di fashion doll Monster High.

## Trama
Draculaura, la figlia di Dracula, insieme con le sue migliori "mostramiche", vuole realizzare il suo sogno di una scuola in cui tutti possano sentirsi accettati per come sono, senza paura. Ma una zombie malefica sta creando problemi invece di amicizia, e gli studenti vivono con la paura che il loro segreto venga rivelato.

## Personaggi
- Draculaura (doppiata da Chiara Gioncardi)
- Clawdeen Wolf (doppiata da Marzia Dal Fabbro)
- Frankie Stein (doppiata da Eleonora Reti)
- Cleo De Nile (doppiata da Emilia Costa)
- Lagoona Blue (doppiata da Veronica Puccio)
- Dracula(doppiato da Saverio Indrio)
- Moanica
- Tash/Ari

## Colonna sonora
La colonna sonora è stata composta da Paul Robb e Michael Kotch.

## Distribuzione
Il film è uscito nelle sale cinematografiche statunitensi il 27 agosto 2016. In Malaysia è stato distribuito cinematograficamente a partire dal 1° dicembre 2016. Nel 2016 il film è stato inoltre distribuito direct-to-video in Germania il 29 settembre, Paesi Bassi il 12 ottobre, Francia il 18 ottobre, Regno Unito il 24 ottobre, Ungheria il 17 novembre.